# Circulaire en droit français
Pour les articles homonymes, voir Circulaire.

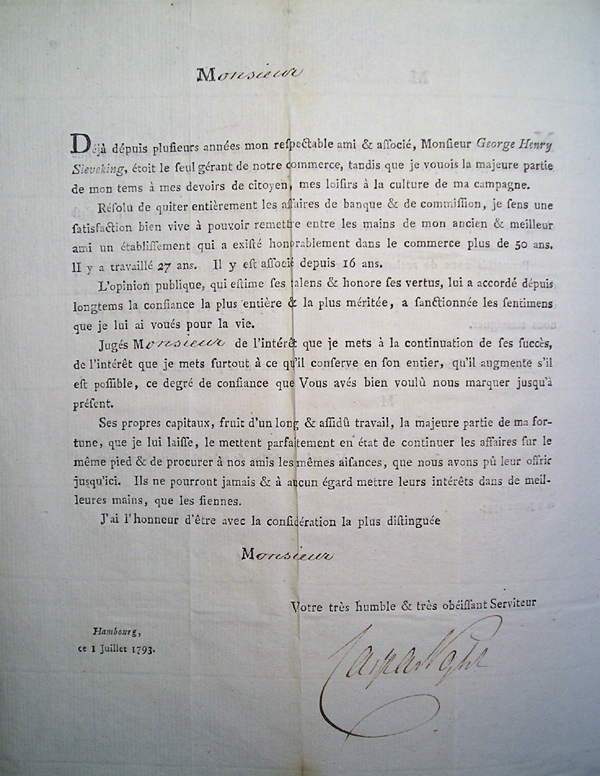
Circulaire concernant la succession d’une entreprise.

En droit français, une circulaire est un texte destiné aux membres d'un service, d'une entreprise, d'une administration. Depuis la parution du décret no 2008-1281 du 8 décembre 2008 relatif aux conditions de publication des instructions et circulaires, les circulaires et instructions déjà signées sont réputées abrogées si elles ne sont pas reprises sur le site internet relevant du Premier ministre.

## Caractéristiques
Dans l'administration de l’État déconcentré français, une circulaire est une consigne sur le fond ou la procédure du service, rédigée par un chef de service  à l'attention de ses subordonnés, et en règle générale, par un ministère (circulaire ministérielle) ou par plusieurs (circulaire interministérielle) à l'attention des services déconcentrés qui auront à l'appliquer. Depuis la décision du Conseil d'État Duvignères de 2002, la distinction traditionnelle règlementaire/interprétative a été remplacée par une nouvelle distinction : impérative/non impérative.
Les circulaires non impératives sont celles qui se bornent à donner une interprétation d'un texte de loi ou de règlement de l'échelon supérieur, afin que ce texte soit appliqué de manière uniforme sur le territoire. Il s'agit de pures recommandations.
Au contraire, les circulaires impératives introduisent de nouvelles règles de droit ; et elles seules sont susceptibles de faire grief, et donc, faire l'objet de recours pour excès de pouvoir.
Ce changement permet de renforcer le contrôle de la légalité des circulaires. Alors qu'auparavant, la majorité des circulaires étaient inattaquables au motif de leur caractère interprétatif (c'est la norme supérieure qu'il fallait contester), aujourd'hui, la plupart le sont du seul fait de leur caractère obligatoire pour les agents.
La jurisprudence concernant les circulaires a beaucoup évolué. En principe, ces textes infra-réglementaires ne sont là que pour commenter le droit existant, adapter son application concrète aux circonstances locales.
Le contentieux des circulaires, notes de services, instructions appelait des solutions variées selon plusieurs critères et en fonction des espèces :
- la nature réglementaire du texte, créateur de droit[2],
  - pris par un ministre qui n'avait pas compétence pour édicter
  - pris par un ministre compétent, mais illégal pour d'autres raisons
- la nature interprétative du texte, se contentant d'adapter le droit localement
  - pris en méconnaissance des dispositions de la norme à adapter
  - pris en interprétation fidèle d'une norme supérieure illicite
- son caractère de mesure d'ordre intérieur,
- le pouvoir réglementaire des ministres au sein de leur service[3],
- les actes du Gouvernement.